# La Cité des chats
La Cité des chats (Maocheng ji 貓城記) est un roman de science-fiction de l'écrivain chinois Lao She, publié en 1932.

## Thématique
Le roman est une contre-utopie satirique qui décrit les aventures d’un astronaute chinois dont l’avion s’échoue lors de son arrivée sur Mars. Il se retrouve alors seul sur la planète où il rencontre des autochtones aux apparences félines, les habitants de l’un des vingt pays de l’astre.
Derrière la description de cette société martienne, la critique acerbe des structures sociales de la vieille Chine n’est guère cachée. Les hommes-chats sont des êtres avides et fourbes qui n’hésitent pas à s’entretuer pour de l’argent et qui fument des substances narcotiques. Les intellectuels se comportent comme des animaux et considèrent les femmes comme des jouets, pendant que les riches s’intéressent d’abord à augmenter le nombre de leurs concubines. Les jeunes imitent les mauvaises habitudes des étrangers, croyant que tout ce qui vient de l’étranger est bon. L’empereur, pour sa part, contrôle la nation entière alors que le peuple ne jouit d’aucun droit, et les révolutionnaires ne font la révolution que pour la forme. Malgré la peur généralisée d’une invasion étrangère, personne n’a le courage d’y résister au moment où elle survient réellement, même si les agresseurs ne sont que des « nains » (allusion à l'expansion japonaise des années 1930).
Lorsque le pays est envahi une nouvelle fois par un autre ennemi, les hommes-chats se disputent entre eux, et contribuent ainsi au génocide total de leur peuple. Après être devenu témoin de l’annihilation complète du pays des chats, notre Terrien obtient une place à bord d’un avion d’exploration français et retourne dans sa patrie qu’il qualifie de « digne, glorieuse et libre ».

## Traduction
- La Cité des chats, trad. Geneviève François-Poncet, Publications orientalistes de France, 1981, rééd. coll. « Presses Pocket »